# Helena ze Szlezwika-Holsztynu-Sonderburga-Glücksburga
Helene Adelheid Viktoria Marie (ur. 1 czerwca 1888 w Thumby, zm. 30 czerwca 1962) – niemiecka arystokratka, księżniczka Szlezwika-Holsztynu-Sonderburga-Glücksburga i poprzez małżeństwo księżna Danii.
Urodziła się jako trzecia córka księcia Szlezwika-Holsztynu-Sonderburga-Glücksburga Fryderyka Ferdynanda i jego żony księżnej Karoliny Matyldy.
29 kwietnia 1909 w Glücksburgu poślubiła syna króla Danii Fryderyka IX i jego żony królowej Lovisy – księcia Haralda. Para miała pięcioro dzieci:
- księżniczkę Feodorę Louise Caroline (1910–1975)
- księżniczkę Caroline-Mathilde Louise (1912–1995)
- księżniczkę Alexandrine-Louise (1914–1962)
- księcia Gorma Christiana Frederika Hansa (1919–1991)
- księcia Olufa Christiana Carla Axela (1923–1990)